# Eccles Building
O Marriner S. Eccles Federal Reserve Board Building abriga os principais escritórios do Conselho de Governadores do Sistema de Reserva Federal dos Estados Unidos. Ele está localizado no cruzamento da 20th Street com a Constitution Avenue em Washington, D.C. O edifício, projetado no estilo classicismo despojado, foi projetado por Paul Philippe Cret e concluído em 1937. O presidente Franklin D. Roosevelt inaugurou o edifício em 20 de outubro de 1937.
O edifício recebeu o nome de Marriner S. Eccles (1890–1977), presidente do Federal Reserve sob o presidente Roosevelt, por um ato do Congresso em 15 de outubro de 1982. Anteriormente, era conhecido como Federal Reserve Building.

## Concurso de arquitetura
De 1913 a 1937, o Conselho da Reserva Federal se reuniu no Edifício do Tesouro dos Estados Unidos na Avenida Pensilvânia em Washington, D.C., enquanto os funcionários estavam espalhados por três locais pela cidade.
Em resposta à Lei Bancária de 1935, que centralizou o controle do Sistema da Reserva Federal e o colocou nas mãos do Conselho, o Conselho decidiu consolidar sua crescente equipe em um novo prédio, a ser localizado na Constitution Avenue e projetado por um arquiteto selecionado por meio de um concurso público.
Os principais responsáveis pela supervisão do concurso foram Charles Moore, presidente da Comissão de Belas Artes dos Estados Unidos, e Adolph C. Miller, membro do Conselho desde 1914. Miller redigiu uma declaração para ajudar os arquitetos concorrentes a entender as preocupações do Conselho, explicando que o estilo tradicional da arquitetura pública – com colunas, frontões e uso generoso de ornamentação simbólica – não seria a maior preocupação.
Ao descrever o caráter do edifício como governamental, não se pretende, no entanto, sugerir que seu caráter monumental deva ser enfatizado. Acredita-se que seja desejável que seu apelo estético seja por meio da dignidade da concepção, proporção, escala e pureza de linha, em vez de enfatizar características puramente decorativas ou monumentais. Por essa razão, sugere-se que o uso de colunas, frontões e outras formas semelhantes possa ser totalmente omitido e deve ser restrito ao caráter do edifício conforme descrito acima.
Foram recebidas propostas de arquitetos como John Russell Pope e James Gamble Rogers. No final, o vencedor do concurso foi o projeto clássico simplificado de Paul Philippe Cret.

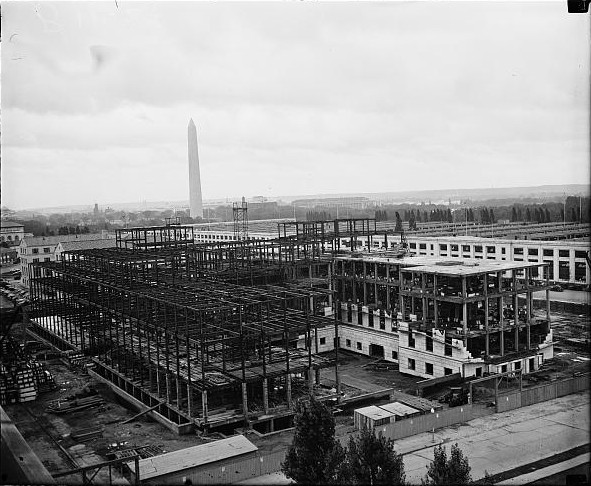
O Eccles Building em construção em 1936
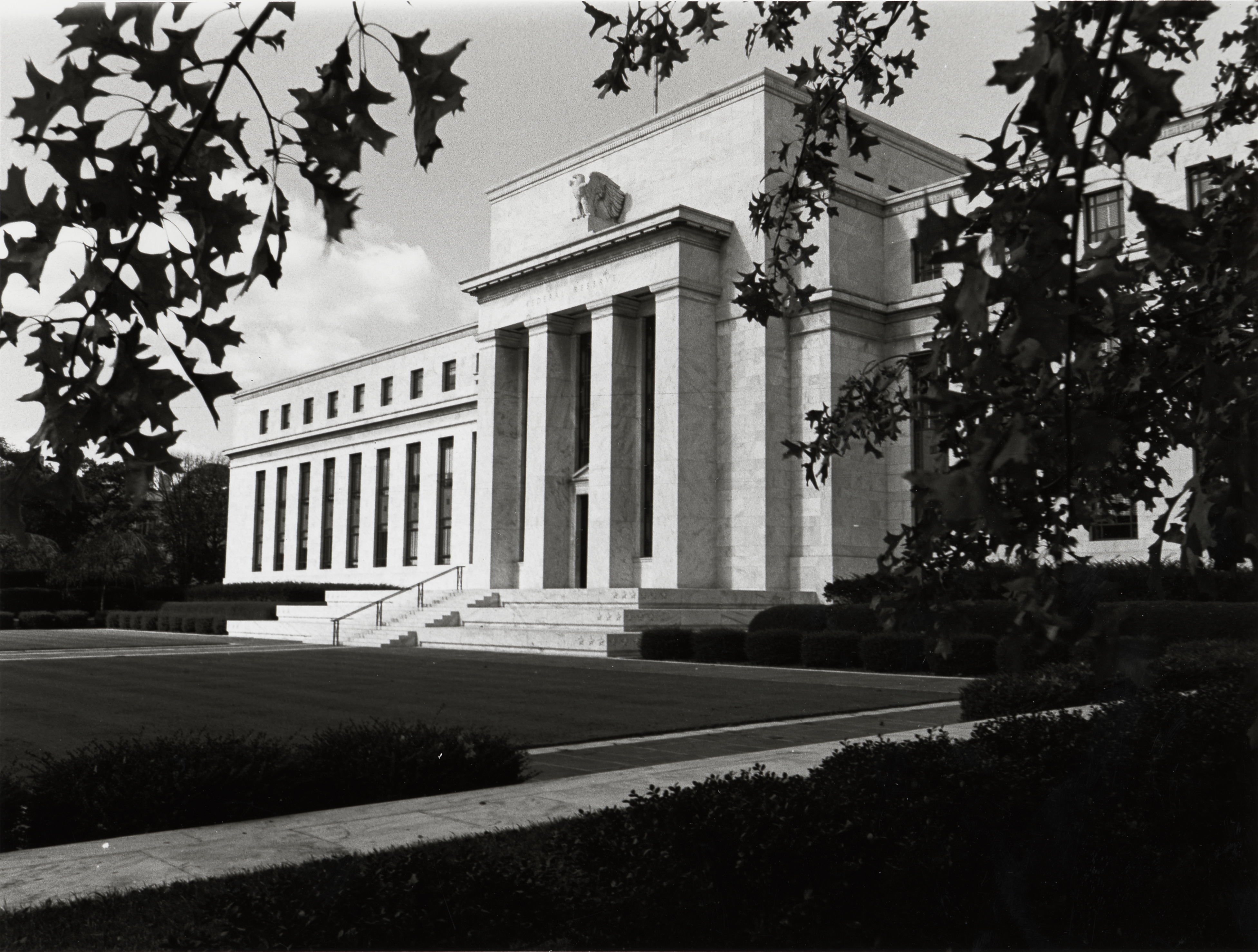
O Eccles Building em 1937

## O arquiteto e o projeto

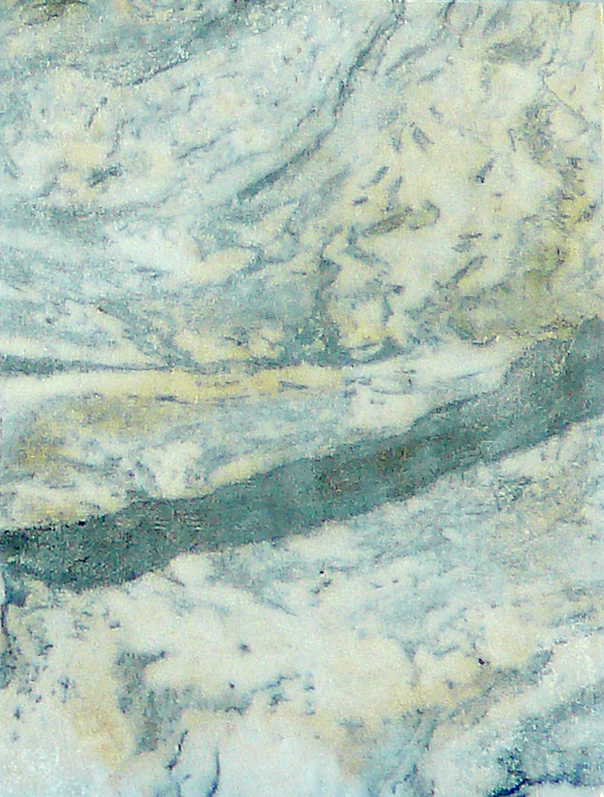
Amostra de mármore crioulo

Cret era um cidadão americano naturalizado que havia se formado na École des Beaux-Arts em Lyon e Paris. Ele foi convidado para os Estados Unidos em 1903 para estabelecer o departamento de arquitetura na Universidade da Pensilvânia, e abriu seu próprio escritório em 1907.
Sua primeira grande comissão foi o Pan American Union Building, em Washington, D.C. (1908). Projetado com Albert Kelsey, era um edifício em estilo Beaux-Arts por excelência, com uma fachada clássica, rica ornamentação e referências alegóricas aos objetivos da organização. Isso levou a muitas outras comissões para memoriais de guerra, edifícios cívicos, tribunais e museus em cidades como Detroit, Hartford, Filadélfia, Indianápolis e Washington, D.C.
Em 1935, sob a influência do modernismo, o estilo de Cret evoluiu para o classicismo despojado de edifícios como a Biblioteca Folger Shakespeare (1929–32). Mas fiel à tradição Beaux-Arts, ele supervisionou todos os aspectos do projeto do edifício, incluindo detalhes técnicos e estéticos. Sua empresa fez mais de 300 esboços à mão livre, plantas medidas, plantas do local, estudos de elevação e desenhos em perspectiva, cada um dos quais poderia conter vistas frontal, lateral e superior, e detalhes seccionais quando necessário.
O edifício de quatro andares, com um exterior de granito rosa Milford, tem o formato da letra H, com o espaço em ambos os lados do centro do edifício formando pátios leste e oeste. O interior tem um átrio de dois andares com escadas duplas e uma claraboia gravada com o contorno de uma águia. O piso do átrio é de mármore e suas paredes são de mármore travertino. O maior espaço de reunião é a Sala de Reuniões de dois andares.
A construção do edifício começou em 1935 e foi concluída em 1937. Seu classicismo pragmático capturou o espírito da era da Depressão e da guerra em Washington, uma cidade determinada a permanecer grandiosa, mas sem nada a perder no que não era essencial.

## Ornamentação e mobiliário

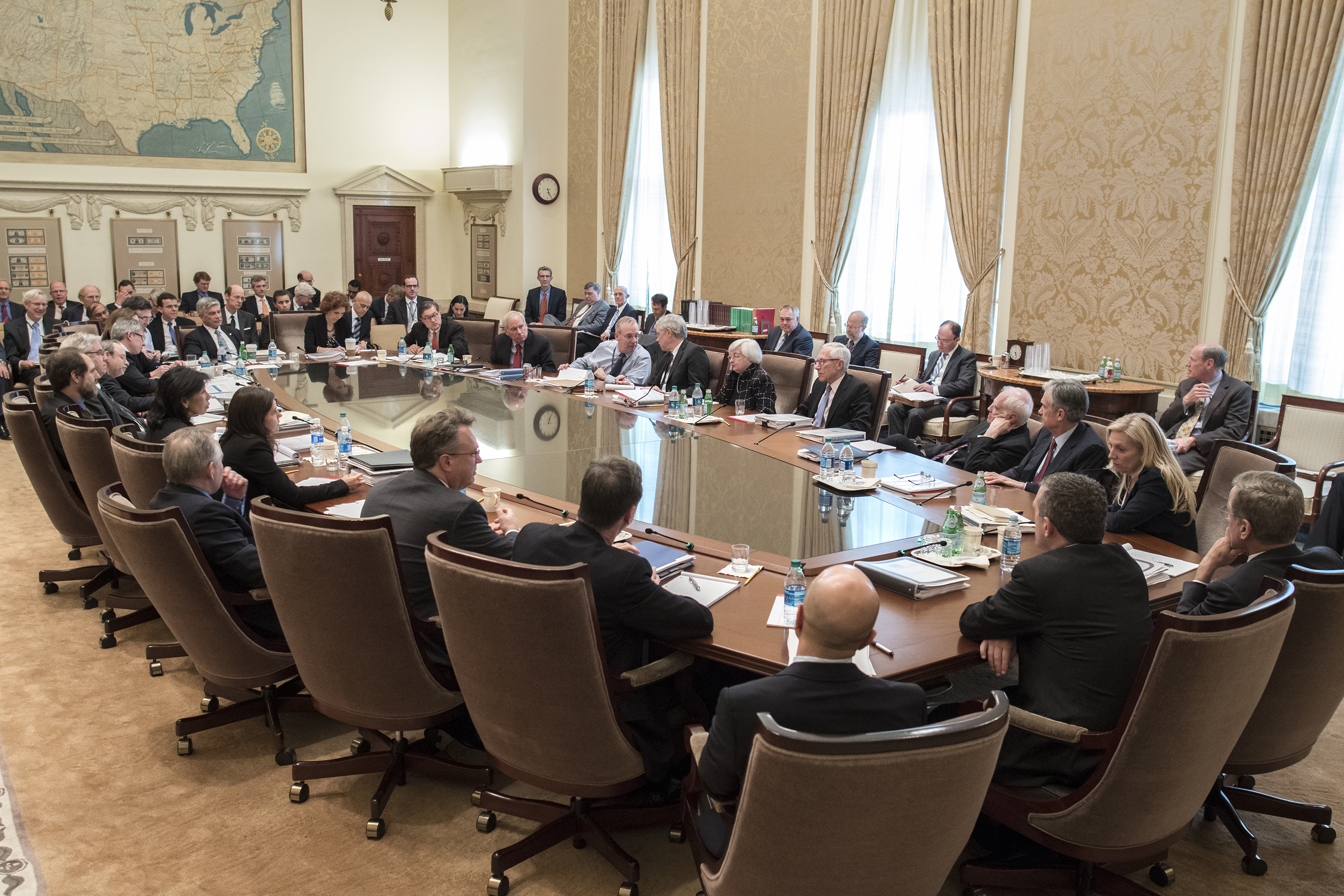
Reunião do Comitê Federal de Mercado Aberto na Sala de Reuniões do Eccles Building

Cret empregou artistas reconhecidos nacionalmente para completar a ornamentação e o mobiliário do edifício. Sidney Waugh projetou a águia na fachada frontal, a única escultura tridimensional do edifício que foi esculpida pelos irmãos Piccirilli, enquanto John Gregory esculpiu baixos-relevos para o exterior da entrada da C Street. Samuel Yellin, um notável artesão de ferro forjado da Filadélfia, projetou e executou inúmeras grades, portões e acessórios por todo o edifício. O granito rosa Milford foi usado como material de construção.
O artista muralista Ezra Winter pintou um grande mapa dos Estados Unidos para a Sala de Reuniões, e o escultor Herbert Adams criou memoriais para o presidente Woodrow Wilson e o senador Carter Glass para ocupar nichos no saguão principal. O mobiliário foi produzido por W. & J. Sloane, de Nova Iorque, com os arquitetos tendo a responsabilidade final.
O edifício está passando por reformas internas e externas desde setembro de 2022, com planos aprovados pela Comissão Nacional de Planejamento da Capital em setembro de 2021.